# Asuntos Internos (Unidad)

Emblema de la Unidad de Asuntos Internos del Cuerpo de Policía Nacional (España)

El término Asuntos Internos (en algunos países), Internal Affairs (en Estados Unidos), se refiere a una división de una agencia de aplicación de la ley que investiga incidentes y sospechas verosímiles sobre hechos que profesionales o agentes de la propia agencia (o cuerpo), hayan podido hacer al margen de la ley o de la ética profesional. Asuntos Internos también puede tratar casos de mal comportamiento o incluso comportamiento criminal, que implique a agentes de la propia agencia (o cuerpo). En distintos entornos, el término Asuntos Internos se puede cambiar por otros nombres como "División de Investigaciones Internas", "estándares profesionales", "inspectoría general", "Oficina de Responsabilidad Profesional" u otros similares. A veces, los agentes que no pertenecen a Asuntos Internos se suelen referir al departamento con el nickname de "rat squad" (equipo anti-ratas)".
Debido a la naturaleza sensible de esta responsabilidad, en muchos departamentos, los agentes empleados en una unidad de Asuntos Internos no pertenecen a una unidad de detectives, reportando directamente al jefe de la agencia, o a una junta de comisionados de una autoridad civil.
Lo detectives de Asuntos Internos están obligados por reglas estrictas en cuanto a la forma de llevar sus investigaciones. En California, existe el "Peace Officers Bill of Rights (POBR)" que es un conjunto de reglas recopiladas en el Código de Gobierno.

## Función de Asuntos Internos
En la mayoría de entidades, la función de Asuntos Internos no tiene una función sancionadora, sino una función de mera investigación, cuya finalidad es solamente la de informar. El concepto de Asuntos Internos es muy amplio y único para cada departamento. Aun así, el propósito único a tiene una unidad de Asuntos Internos es el de investigar y encontrar la verdad de lo ocurrido, en el caso de que un agente esté acusado de un mal comportamiento. Una investigación también puede servir para dar una idea de las consecuencias que puede tener un comportamiento determinado.

## Las investigaciones
Las circunstancias de la queja determinan quién va a ser investigado. Generalmente la investigación sobre el mal comportamiento de un agente puede ser llevada a cabo o bien por la Unidad de Asuntos Internos, o también por una agencia exterior. En el Departamento de Policía de Salt Lake City, la Junta  de Revisión Civil también puede investigar la denuncia, pero lo  hace de forma independiente. Cuándo la investigación empieza, todo debe ser documentado y todos los  empleados, querellantes, y testigos deben ser entrevistados. Cualquier evidencia física debe ser analizada juntamente con el comportamiento pasado del agente en cuestión. Hay que revisar también, si están disponibles, las trazas de llamadas telefónicas, los informes policiales, las grabaciones de audio, y vídeo, etc. Suelen surgir muchas controversias por el hecho de que el agente (o equipo con vínculos) que investiga un mal comportamiento, carezca de imparcialidad, pudiendo tener algún favoritismo o rencor contra el investigado, especialmente cuándo hay un único agente (o equipo con vínculos)  llevando la investigación. Para evitarlo, algunos departamentos contratan agentes externos o bien incluyen a otro departamento o a una unidad especial en el seno de la investigación.